# گزانی-پوین
گِزَنی پایین (به لاتین: Gezani-Poyen) یک منطقهٔ مسکونی در تاجیکستان است که در ولایت سغد واقع شده‌است.